# Attraverso (Romina Falconi)
Attraverso è un singolo della cantante italiana Romina Falconi pubblicato il 7 maggio 2014 da JLe Management

## Tracce
1. Attraverso – 4:03